# Chlorocyphidae
Famille
Les Chlorocyphidae sont une famille d'insectes qui fait partie de l'ordre des odonates et du sous-ordre des zygoptères. On retrouve plus de 150 espèces dans cette famille.

## Répartition
Les espèces de la famille Chlorocyphidae se rencontrent sous des climats chauds et humides en Afrique, en Asie et en Australasie jusqu'aux îles Salomon.

## Habitat
Les larves vivent dans des ruisseaux peu profonds aux eaux vives. Elles rampent au milieu des racines des plantes aquatiques ou des débris accumulés sur le lit de ce type de ruisseaux. L'eau des ruisseaux où habitent les larves est très bien oxygénée ce qui constitue peut-être une condition nécessaire au développement de la riche pigmentation des mâles.

## Description
Les demoiselles de cette famille sont caractérisées par un court abdomen robuste et de longues ailes étroites. De plus, leur clypéus forme une protubérance qui ressemble à une sorte de museau,. Les ailes sont pétiolées et présentent un ptérostigma allongé. 

## Publication originale
- Cowley, J. 1937. The penis of the Chlorocyphidae (Odonata) as a group character. Transactions of the Royal Entomological Society of London, 86: 1-18.

## Liste des genres
Cette famille comprend 20 genres :
- Africocypha Pinhey, 1961
- Aristocypha Laidlaw, 1950[3]
- Calocypha Fraser, 1928
- Chlorocypha Fraser, 1928
- Cyrano Needham & Gyger, 1939
- Disparocypha Rix, 1916
- Heliocypha Fraser, 1949
- Heterocypha Laidlaw, 1950[3]
- Indocypha Fraser, 1949
- Libellago Selys, 1840
- Melanocypha Fraser, 1949
- Pachycypha Lieftinck, 1950
- Paracypha Fraser, 1949
- Platycypha Fraser, 1949
- Rhinocypha Rambur, 1842
- Rhinoneura Laidlaw, 1915
- Sclerocypha Fraser, 1949
- Stenocypha Dijkstra, 2013
- Sundacypha Laidlaw, 1950[3]
- Watuwila van Tol, 1998

## Galerie

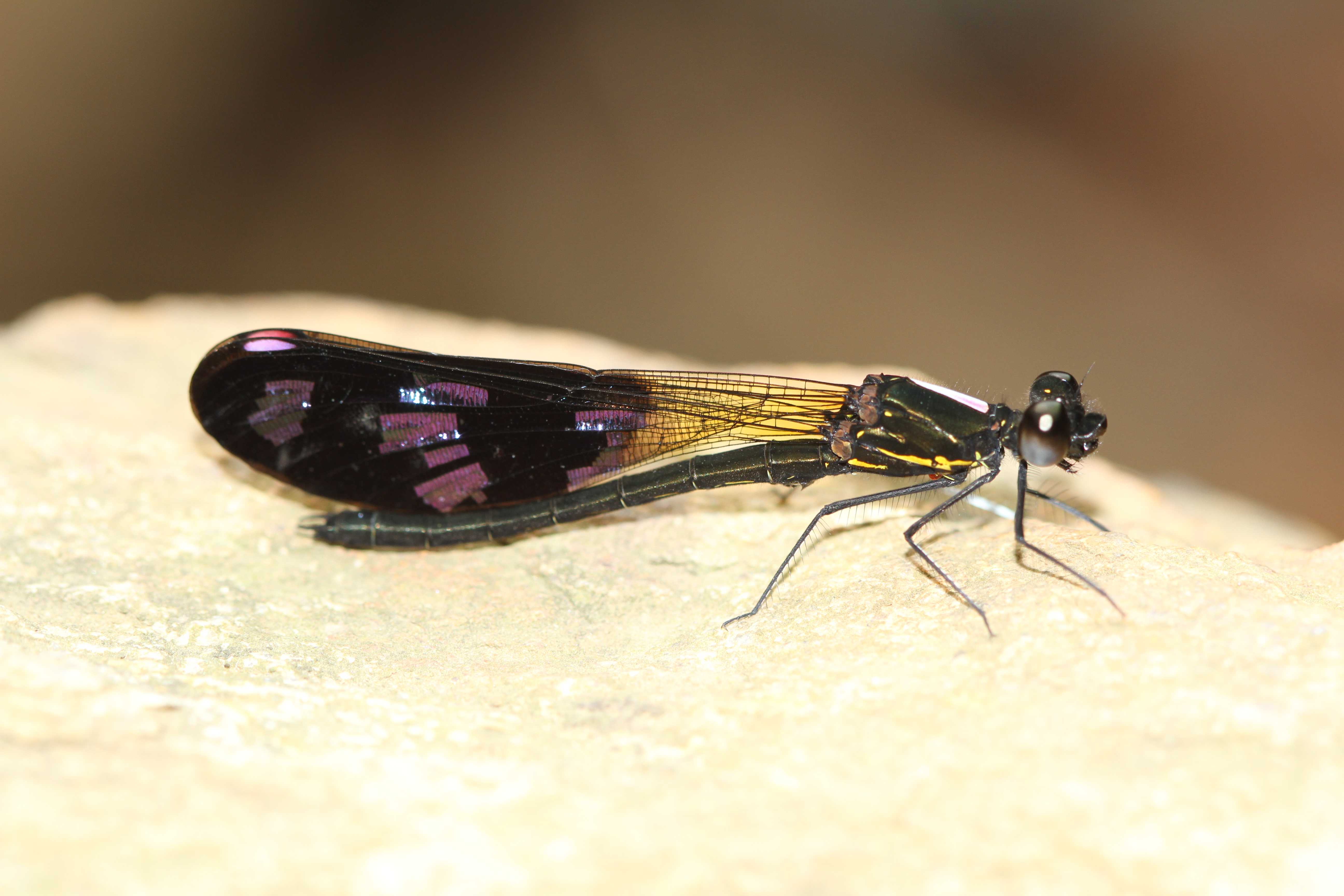
Aristocypha spuria ♂
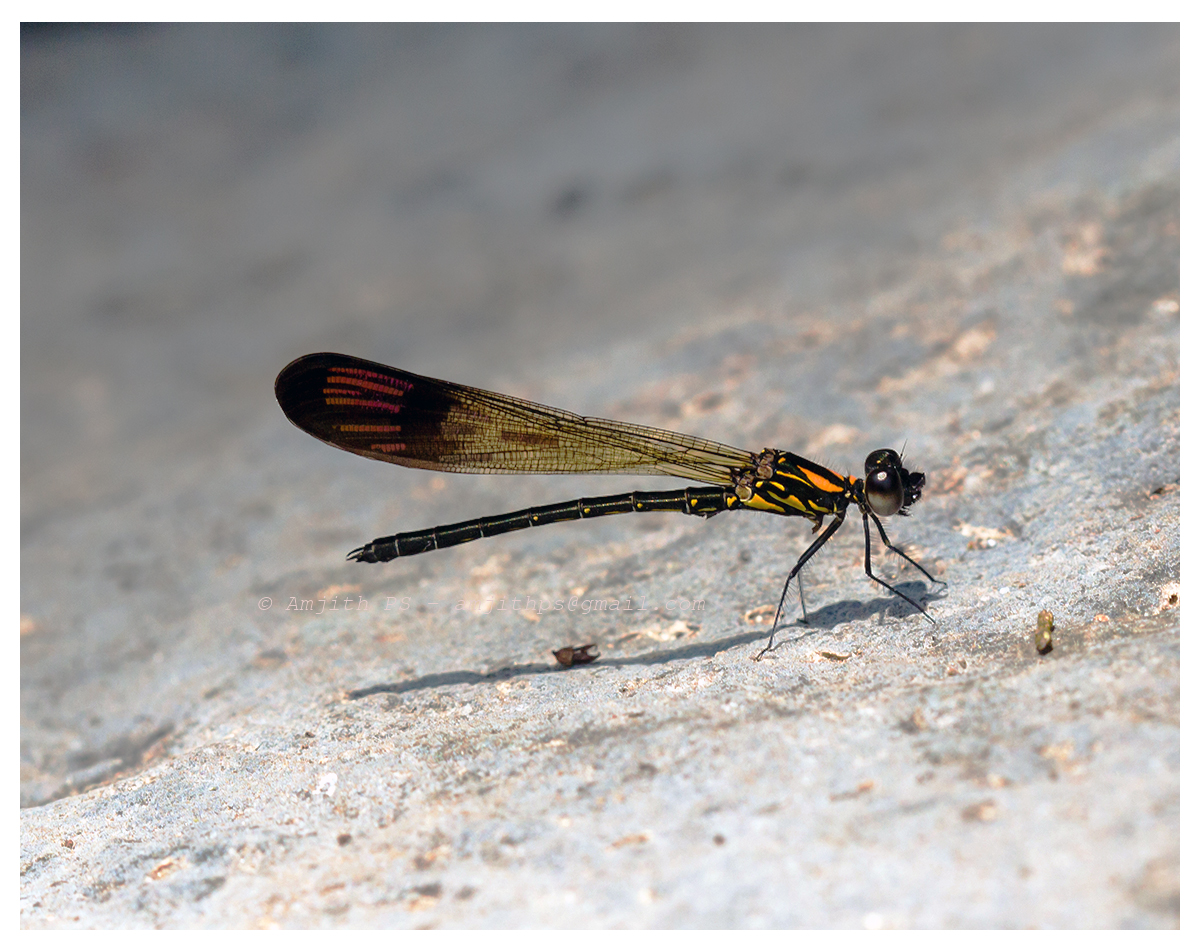
Heliocypha bisignata ♂
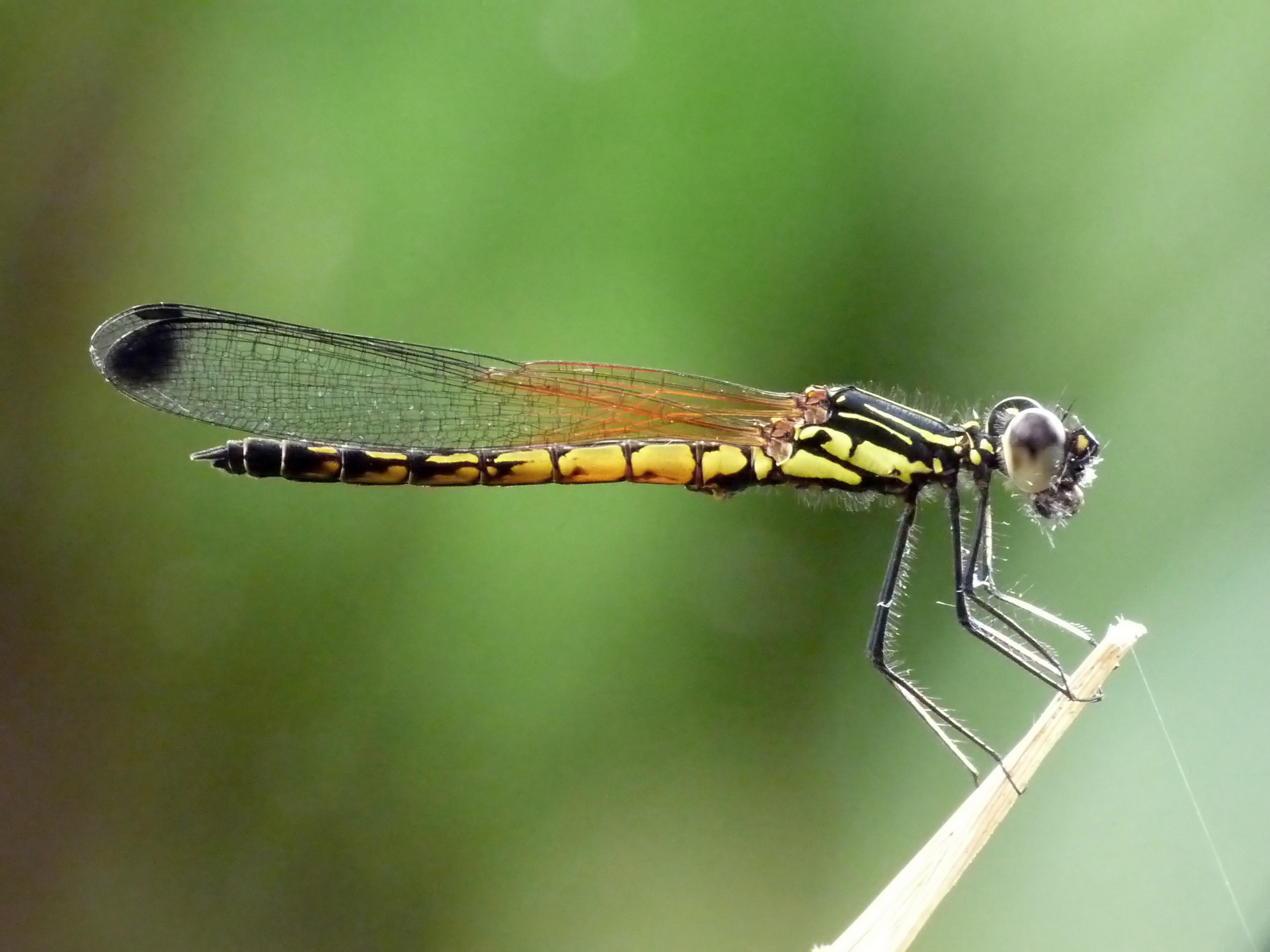
Libellago lineata ♂
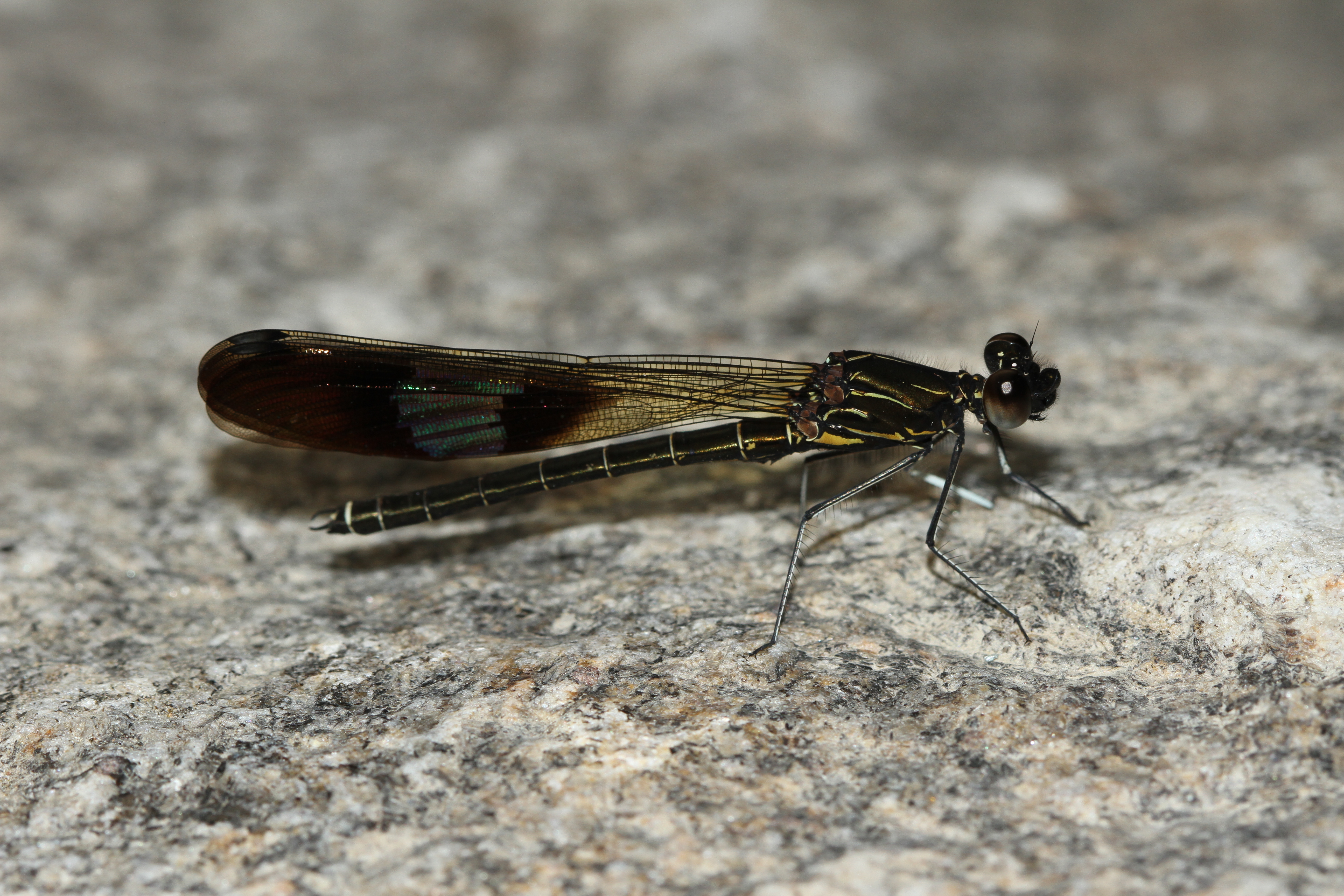
Paracypha unimaculata
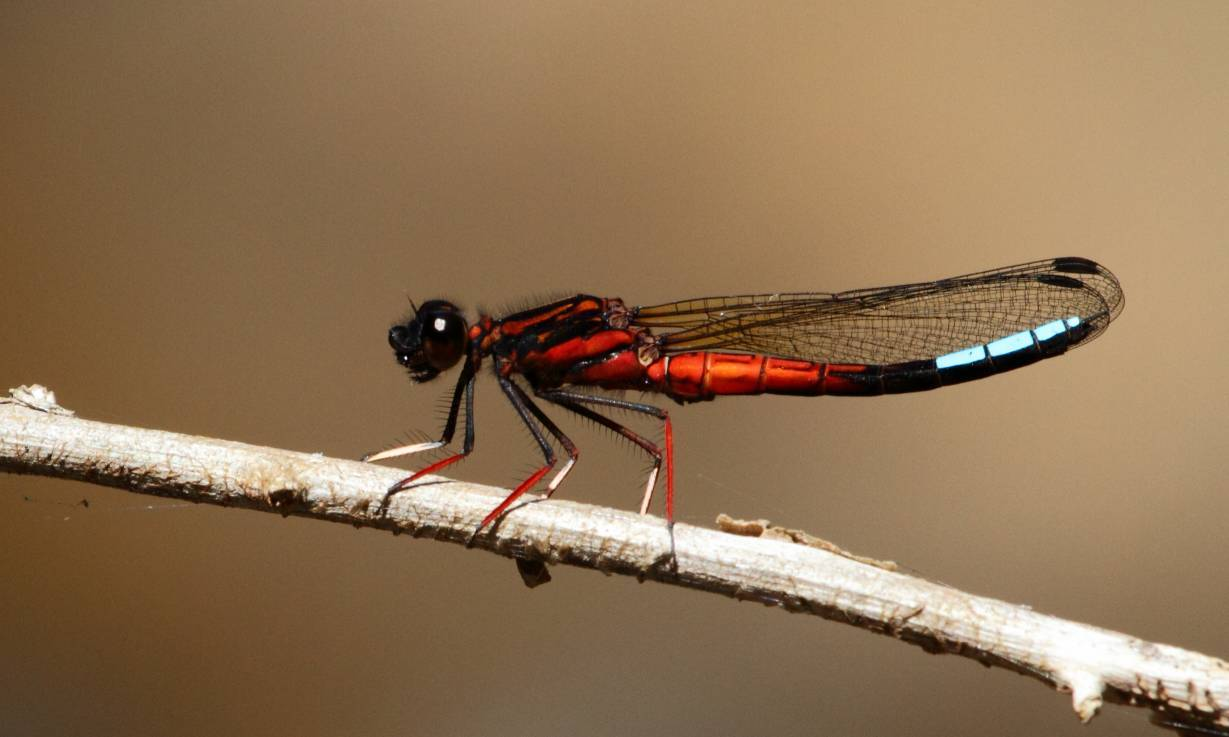
Platycypha fitzsimonsi ♂